# Ligne de tramway de Vienne à Charavines et Voiron
La ligne de Vienne à Charavines et Voiron est une ancienne ligne de tramway du Réseau Isère des Chemins de fer économiques du Nord (CEN).

## Histoire
La ligne est mise en service entre 1891 et 1893 à l'exception de la section Voiron-Ville - Voiron gare PLM ouverte en 1900, elle est construite à l'écartement métrique. Elle est fermée au trafic voyageurs en 1933 et à tout-trafic en 1936.

## Infrastructure
Elle dispose de gares dont l'une à Champier.